# Feliks Trzebiatowski
Feliks Trzebiatowski (ur. 20 listopada 1933 w Auby, zm. 12 grudnia 2002) – polski robotnik, polityk, poseł na Sejm PRL IX kadencji.

## Życiorys
Syn Alojzego i Heleny. W 1950 wstąpił do Związku Młodzieży Polskiej. Pracował w Zarządzie Powiatowym ZMP w Miastku (1950–1952), a później Oddziale Drogowym Polskich Kolei Państwowych w Słupsku jako robotnik torowy i toromistrz. W 1956 wstąpił do Polskiej Zjednoczonej Partii Robotniczej. W partii pełnił funkcje członka Komitetu Wojewódzkiego PZPR w Słupsku, sekretarza (od 1965) i instruktora (1984–1986) Komitetu Zakładowego w Węźle Kolejowym w Słupsku, członka egzekutywy (1983–1986) oraz członka Komisji Wewnątrzpartyjnej (od 1984) Komitetu Miejskiego w Słupsku. Radny Miejskiej Rady Narodowej w Słupsku (1973–1984). Wiceprzewodniczący Związku Zawodowego Kolejarzy Sekcji Drogowej w Ustce od 1952. W 1985 uzyskał mandat posła na Sejm PRL IX kadencji. Kandydował w okręgu Słupsk z ramienia PZPR. Zasiadał w Komisji Współpracy Gospodarczej z Zagranicą.
Pochowany na cmentarzu komunalnym w Ustce.